# Дева-воительница

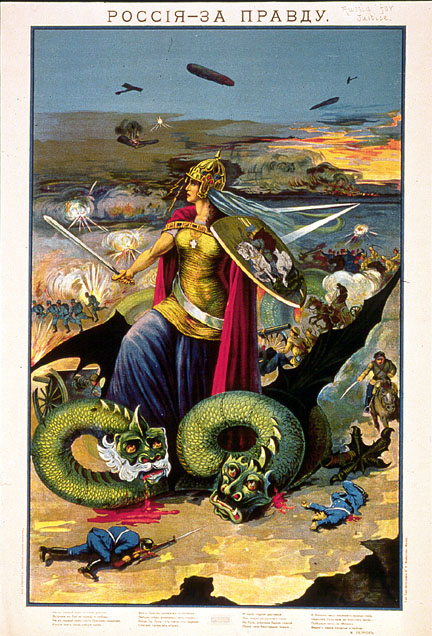
Плакат 1914 года. Российская империя изображена в образе поленицы, попирающей змея с двумя головами, символизирующими Германию и Австро-Венгрию

Дева-воительница, женщина-воин — архетипичный образ, женский персонаж, зачастую королевской крови, которая обладает сильным характером и занимается типично «мужским» делом, обычно войной (хотя порой и ремеслом). Антиподом ей является другой штамп — беспомощная дева в беде.

## Характеристика
По средневековой литературной традиции дева-воительница, лишаясь невинности, лишалась и своей воинской силы, становясь обычной женщиной. Тем не менее, это условие соблюдения девственности не обязательно встречается. Также не является обязательной принадлежность к королевскому роду, хотя в классических примерах выполняются оба требования. В древних легендах встречается мотив сватовства героя к подобной деве, которая соглашается на брак только под условием, что он превзойдёт её в типично мужских боевых искусствах — причём она оказывается настолько сильной, что жених может победить её только хитростью.
Общепринятых гипотез об истории происхождения данного женского образа, его предпосылках и развитии нет. Существует несколько разных версий происхождения, а также и мнений о том, насколько значимой подобная концепция была вообще.

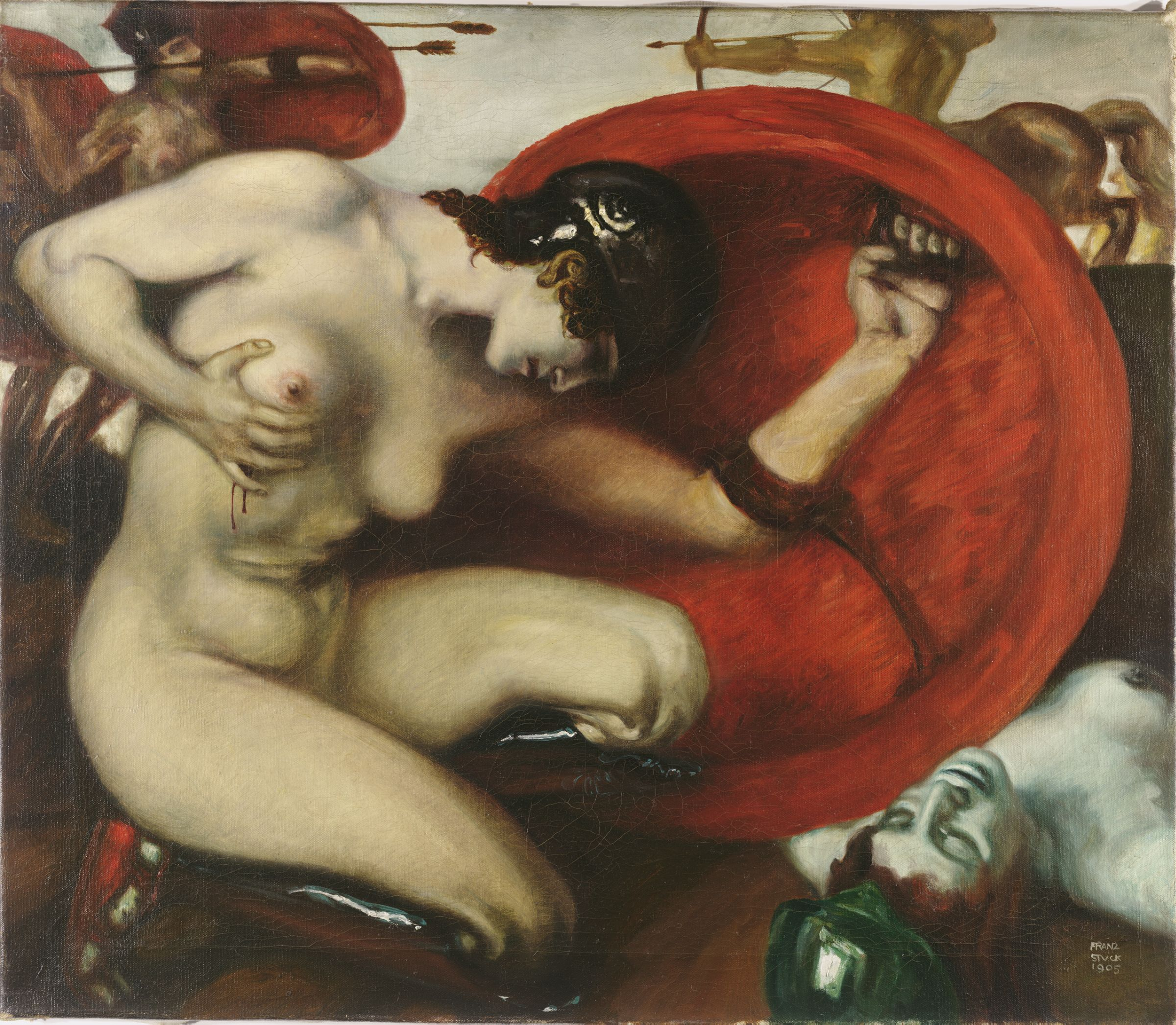
Франц фон Штук. Раненая амазонка

Например, Пегги Сэндей выдвигает идею о том, что общества, в которых доминировали ритуалы поклонения Природе, были гиноцентрированными, и что модель такого общества можно увидеть в древнескандинавском язычестве и северной викке (природной магии), получившим отражение в мифологических образах северных дев-воительниц, валькирий. Таким образом, подобные образы дев-воительниц — пережиток служительниц религиозного культа, магического обряда.
А И. М. Дьяконов при сравнительном анализе «архаических мифов Востока и Запада» выделил среди женских мифологических персонажей две категории: «дев-воительниц» и «матрон»-«матерей/супруг»; первая категория по его версии восходит к возрастной группе девушек, сопровождающих юношей в «мужском доме» (ганика у индоариев, гетеры у греков и т. п.), пользующихся половой свободой и связанных с боевыми дружинами. Мифологические воплощения таких социальных групп индийские апсары, ирландские сёстры Морриган и т. п. персонажи, уносящие убитых с поля боя. По этой версии, образ дев-воительниц получается воспоминанием о реальных боевых подругах, сопровождавших воинов в походах.

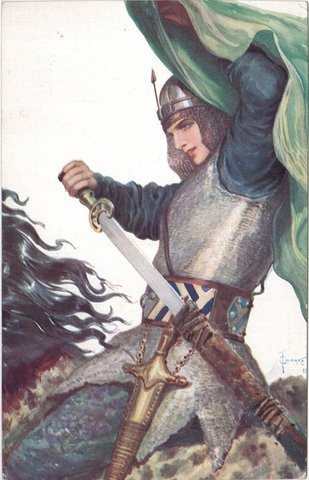
Русская богатырша Настасья Королевична (илл. С. С. Соломко)

В мировой литературе (преимущественно европейской) прослеживается чёткая магистральная линия преемственности подобного сюжета. Амазонки древнегреческих мифов проникают в средневековый рыцарский роман, после чего архетип воскрешается уже в XX веке, когда общество требует нового женского образа.
Существует отдельное ответвление, которое стоит отметить, как характеризующее определённую стадию. Саги о девах-воительницах составляют отличительную особенность средневековой исландской литературы. «Если в других литературных традициях эпизодически встречаются образы строптивых принцесс, укрощаемых женихами, то в исландской словесности возникает особая разновидность жанра рыцарской саги — рассказы о единовластных правительницах своих стран, вообще не желающих слышать о браке, ибо замужество грозит им ослаблением власти и утратой социального статуса. Они не только категорически отказывают женихам, но и подвергают их словесным и физическим унижениям. В рыцарских сагах для героинь таких рассказов существует специальное обозначение — meykongr „дева-правительница“, сами же они знаменательно именуют себя „королём“ (kongr), но не „королевой“ (dróttning)».
Арабская средневековая литература тоже знает этот тип повествования — народный роман «Жизнеописание Зат аль-Химмы», получивший в русском переводе название «Жизнеописание доблестной Фатимы и повествование о подвигах её славных предков».

## Архетипические образы
И. М. Дьяконов предлагает следующий перечень образов девы-воительницы:
- Древний Египет: Сехмет и Нейт;
- западные семиты: Анат и Астарта;
- хурриты: Шавушка;
- индуизм: Кали, Ушас, Урваши;
- Древняя Греция: единый образ разделился на Афину, Артемиду и Афродиту.

## Современность
В массовую культуру стереотип воительницы, активно участвующей в сюжете, как считается, проник в 1970-е гг. в связи с всплеском феминистского движения в западной цивилизации. К этому моменту публика начала уставать от типичной героини — пассивной девы в беде, крепко связанной с мужчиной-защитником. Этот тип вышел из моды, и создатели нового образа нашли вдохновение в греческой мифологии.
Данный женский стереотип изображает выдающуюся и независимую женщину, которая стремится достигнуть своих целей и позиционируется как антипод типичным ролям, созданным в рамках традиционной патриархальной социальной модели. Подобная героиня фигурирует в мирах героического фэнтези или в исторических романах на тему Средневековья — то есть в ситуациях, где очевидны её физические навыки. Этот образ может эффективно использоваться и в произведениях о современном мире, например в фильмах в жанре Girls with guns. В отличие от других женских активных образов — роковая женщина или девчонка-сорванец, дева-воительница продолжает заниматься традиционно "мужскими" делами, причём без потери "женственности". Кроме того, в масс-культуре совсем теряется идея средневековой куртуазной любви к подобной прекрасной принцессе.